# Scherma ai Giochi della XX Olimpiade - Spada individuale maschile
La competizione della spada individuale maschile  di scherma ai Giochi della XX Olimpiade si tenne nei giorni dal 4 al 6 settembre 1972 alla Fechthallen I di Monaco di Baviera.

## Programma
| Data        | Round             | Note                                        |
| ----------- | ----------------- | ------------------------------------------- |
| 4 settembre | 1º turno          | 12 gruppi i primi quattro passano il turno. |
| 4 settembre | 2º turno          | 8 gruppi i primi tre passano il turno       |
| 4 settembre | Quarti di finale  | 4 gruppi i primi tre passano il turno       |
| 5 settembre | Semifinali        | 2 gruppi i primi tre passano il turno       |
| 6 settembre | Girone finale a 6 |                                             |

## Incontri

### Primo turno
| Pos. | Atleta              | Nazione          | Vittorie | Stoccate | Incontri | Incontri | Incontri | Incontri | Incontri | Incontri |
| Pos. | Atleta              | Nazione          | Vittorie | Stoccate | KRI      | BEH      | GIG      | ASK      | BOU      | CHA      |
| ---- | ------------------- | ---------------- | -------- | -------- | -------- | -------- | -------- | -------- | -------- | -------- |
| 1    | Grigorij Kriss      | Unione Sovietica | 4        | 25-10    | X        | 5-3      | 5-5      | 5-2      | 5-0      | 5-0      |
| 2    | Reinhold Behr       | Germania Ovest   | 3        | 23-13    | 3-5      | X        | 5-0      | 5-1      | 5-5      | 5-2      |
| 3    | Daniel Giger        | Svizzera         | 2        | 17-15    | 5-5      | 0-5      | X        | 2-5      | 5-0      | 5-0      |
| 4    | Peter Askjær-Friis  | Danimarca        | 2        | 17-19    | 2-5      | 1-5      | 5-2      | X        | 4-5      | 5-2      |
| 5    | John Bouchier-Hayes | Irlanda          | 2        | 15-22    | 0-5      | 5-5      | 0-5      | 5-4      | X        | 5-3      |
| 6    | Matthew Chan        | Hong Kong        | 0        | 7-25     | 0-5      | 2-5      | 0-5      | 2-5      | 3-5      | X        |

| Pos. | Atleta           | Nazione        | Vittorie | Stoccate | Incontri | Incontri | Incontri | Incontri | Incontri | Incontri |
| Pos. | Atleta           | Nazione        | Vittorie | Stoccate | HEH      | GRA      | STE      | GON      | WON      | CHE      |
| ---- | ---------------- | -------------- | -------- | -------- | -------- | -------- | -------- | -------- | -------- | -------- |
| 1    | Hans-Jürgen Hehn | Germania Ovest | 4        | 24-12    | X        | 5-1      | 4-5      | 5-2      | 5-3      | 5-1      |
| 2    | Nicola Granieri  | Italia         | 4        | 21-18    | 1-5      | X        | 5-4      | 5-4      | 5-3      | 5-2      |
| 3    | Luis Stephens    | Messico        | 3        | 22-22    | 5-4      | 4-5      | X        | 5-4      | 3-5      | 5-4      |
| 4    | Bogdan Gonsior   | Polonia        | 2        | 20-18    | 2-5      | 4-5      | 4-5      | X        | 5-2      | 5-1      |
| 5    | Lester Wong      | Canada         | 1        | 16-23    | 3-5      | 3-5      | 5-3      | 2-5      | X        | 3-5      |
| 6    | Ali Chekr        | Libano         | 1        | 13-23    | 1-5      | 2-5      | 4-5      | 1-5      | 5-3      | X        |

| Pos. | Atleta              | Nazione   | Vittorie | Stoccate | Incontri | Incontri | Incontri | Incontri | Incontri | Incontri |
| Pos. | Atleta              | Nazione   | Vittorie | Stoccate | EDL      | FRA      | MÜN      | HUR      | KAU      | TAY      |
| ---- | ------------------- | --------- | -------- | -------- | -------- | -------- | -------- | -------- | -------- | -------- |
| 1    | Rolf Edling         | Svezia    | 5        | 25-13    | X        | 5-2      | 5-4      | 5-4      | 5-1      | 5-2      |
| 2    | Claudio Francesconi | Italia    | 2        | 18-17    | 2-5      | X        | 5-5      | 5-1      | 5-1      | 1-5      |
| 3    | Reinhard Münster    | Danimarca | 2        | 23-24    | 4-5      | 5-5      | X        | 5-5      | 4-5      | 5-4      |
| 4    | Risto Hurme         | Finlandia | 2        | 20-23    | 4-5      | 1-5      | 5-5      | X        | 5-4      | 5-4      |
| 5    | Christian Kauter    | Svizzera  | 2        | 16-21    | 1-5      | 1-5      | 5-4      | 4-5      | X        | 5-2      |
| 6    | Ali Tayla           | Turchia   | 1        | 17-21    | 2-5      | 5-1      | 4-5      | 4-5      | 2-5      | X        |

| Pos. | Atleta                 | Nazione     | Vittorie | Stoccate | Incontri | Incontri | Incontri | Incontri | Incontri | Incontri |
| Pos. | Atleta                 | Nazione     | Vittorie | Stoccate | LAD      | SCH      | LEV      | VER      | SAC      |          |
| ---- | ---------------------- | ----------- | -------- | -------- | -------- | -------- | -------- | -------- | -------- | -------- |
| 1    | Jacques La Degaillerie | Francia     | 3        | 18-11    | X        | 3-5      | 5-4      | 5-1      | 5-1      |          |
| 2    | Robert Schiel          | Lussemburgo | 2        | 18-15    | 5-3      | X        | 4-5      | 4-5      | 5-2      |          |
| 3    | Roberto Levis          | Porto Rico  | 2        | 18-17    | 4-5      | 5-4      | X        | 4-5      | 5-3      |          |
| 4    | Omar Vergara           | Argentina   | 2        | 12-18    | 1-5      | 5-4      | 5-4      | X        | 1-5      |          |
| 5    | Gianluigi Saccaro      | Italia      | 1        | 11-16    | 1-5      | 2-5      | 3-5      | 5-1      | X        |          |

| Pos. | Atleta                        | Nazione          | Vittorie | Stoccate | Incontri | Incontri | Incontri | Incontri | Incontri | Incontri |
| Pos. | Atleta                        | Nazione          | Vittorie | Stoccate | PAR      | UHL      | TRO      | MAS      | PAS      | MAN      |
| ---- | ----------------------------- | ---------------- | -------- | -------- | -------- | -------- | -------- | -------- | -------- | -------- |
| 1    | Sergej Paramonov              | Unione Sovietica | 5        | 25-14    | X        | 5-3      | 5-2      | 5-4      | 5-3      | 5-2      |
| 2    | Bernd Uhlig                   | Germania Est     | 4        | 23-14    | 3-5      | X        | 5-4      | 5-1      | 5-3      | 5-1      |
| 3    | Rudolf Trost                  | Austria          | 3        | 21-20    | 2-5      | 4-5      | X        | 5-4      | 5-3      | 5-3      |
| 4    | George Masin                  | Stati Uniti      | 1        | 17-24    | 4-5      | 1-5      | 4-5      | X        | 3-5      | 5-4      |
| 5    | Ali Asghar Pashapour-Alamdari | Iran             | 1        | 16-23    | 3-5      | 3-5      | 3-5      | 5-3      | X        | 2-5      |
| 6    | Remo Manelli                  | Lussemburgo      | 1        | 15-22    | 2-5      | 1-5      | 3-5      | 4-5      | 5-2      | X        |

| Pos. | Atleta            | Nazione       | Vittorie | Stoccate | Incontri | Incontri | Incontri | Incontri | Incontri | Incontri |
| Pos. | Atleta            | Nazione       | Vittorie | Stoccate | VON      | LOS      | BOU      | IST      | SAU      | SLE      |
| ---- | ----------------- | ------------- | -------- | -------- | -------- | -------- | -------- | -------- | -------- | -------- |
| 1    | Morten von Krogh  | Norvegia      | 4        | 25-13    | X        | 5-1      | 5-5      | 5-4      | 5-3      | 5-0      |
| 2    | Roland Losert     | Austria       | 3        | 18-14    | 1-5      | X        | 2-5      | 5-2      | 5-1      | 5-1      |
| 3    | Teddy Bourne      | Gran Bretagna | 2        | 20-18    | 5-5      | 5-2      | X        | 2-5      | 5-1      | 3-5      |
| 4    | Alexandru Istrate | Romania       | 2        | 17-18    | 4-5      | 2-5      | 5-2      | X        | 1-5      | 5-1      |
| 5    | Guillermo Saucedo | Argentina     | 2        | 15-17    | 3-5      | 1-5      | 1-5      | 5-1      | X        | 5-1      |
| 6    | Ali Sleiman       | Libano        | 1        | 8-23     | 0-5      | 1-5      | 5-3      | 1-5      | 1-5      | X        |

| Pos. | Atleta               | Nazione      | Vittorie | Stoccate | Incontri | Incontri | Incontri | Incontri | Incontri | Incontri |
| Pos. | Atleta               | Nazione      | Vittorie | Stoccate | MEL      | JEA      | BĂR      | FER      | NOR      | DAR      |
| ---- | -------------------- | ------------ | -------- | -------- | -------- | -------- | -------- | -------- | -------- | -------- |
| 1    | Horst Melzig         | Germania Est | 4        | 23-11    | X        | 5-1      | 3-5      | 5-2      | 5-3      | 5-0      |
| 2    | François Jeanne      | Francia      | 4        | 21-11    | 1-5      | X        | 5-1      | 5-4      | 5-0      | 5-1      |
| 3    | Costică Bărăgan      | Romania      | 4        | 21-18    | 5-3      | 1-5      | X        | 5-3      | 5-4      | 5-3      |
| 4    | Daniel Feraud        | Argentina    | 2        | 19-20    | 2-5      | 4-5      | 3-5      | X        | 5-4      | 5-1      |
| 5    | Jeppe Normann        | Norvegia     | 1        | 16-24    | 3-5      | 0-5      | 4-5      | 4-5      | X        | 5-4      |
| 6    | Yves Daniel Darricau | Libano       | 0        | 9-25     | 0-5      | 1-5      | 3-5      | 1-5      | 4-5      | X        |

| Pos. | Atleta            | Nazione          | Vittorie | Stoccate | Incontri | Incontri | Incontri | Incontri | Incontri | Incontri |
| Pos. | Atleta            | Nazione          | Vittorie | Stoccate | VAL      | BRO      | JAN      | MØR      | ELL      | MAL      |
| ---- | ----------------- | ---------------- | -------- | -------- | -------- | -------- | -------- | -------- | -------- | -------- |
| 1    | Igor' Valetov     | Unione Sovietica | 4        | 23-11    | X        | 3-5      | 5-3      | 5-2      | 5-1      | 5-0      |
| 2    | Jacques Brodin    | Francia          | 4        | 25-14    | 5-3      | X        | 5-5      | 5-5      | 5-0      | 5-1      |
| 3    | Jerzy Janikowski  | Polonia          | 3        | 23-18    | 3-5      | 5-5      | X        | 5-4      | 5-0      | 5-4      |
| 4    | Ole Mørch         | Norvegia         | 2        | 21-15    | 2-5      | 5-5      | 4-5      | X        | 5-0      | 5-0      |
| 5    | Robert Elliott    | Hong Kong        | 0        | 6-25     | 1-5      | 0-5      | 0-5      | 0-5      | X        | 5-5      |
| 6    | Roberto Maldonado | Porto Rico       | 0        | 10-25    | 0-5      | 1-5      | 4-5      | 0-5      | 5-5      | X        |

| Pos. | Atleta              | Nazione       | Vittorie | Stoccate | Incontri | Incontri | Incontri | Incontri | Incontri | Incontri |
| Pos. | Atleta              | Nazione       | Vittorie | Stoccate | PAU      | DOU      | NIE      | SEN      | MEL      | ANE      |
| ---- | ------------------- | ------------- | -------- | -------- | -------- | -------- | -------- | -------- | -------- | -------- |
| 1    | Graham Paul         | Gran Bretagna | 3        | 23-21    | X        | 5-4      | 4-5      | 5-4      | 4-5      | 5-3      |
| 2    | Panagiotis Dourakos | Grecia        | 3        | 23-21    | 4-5      | X        | 4-5      | 5-4      | 5-2      | 5-5      |
| 3    | Henryk Nielaba      | Polonia       | 3        | 21-22    | 5-4      | 5-4      | X        | 5-4      | 3-5      | 3-5      |
| 4    | Jean-Charles Seneca | Monaco        | 2        | 22-23    | 4-5      | 4-5      | 4-5      | X        | 5-4      | 5-4      |
| 5    | James Melcher       | Stati Uniti   | 2        | 21-22    | 5-4      | 2-5      | 5-3      | 4-5      | X        | 5-5      |
| 6    | Alain Anen          | Lussemburgo   | 1        | 22-23    | 3-5      | 5-5      | 5-3      | 4-5      | 5-5      | X        |

| Pos. | Atleta              | Nazione     | Vittorie | Stoccate | Incontri | Incontri | Incontri | Incontri | Incontri | Incontri |
| Pos. | Atleta              | Nazione     | Vittorie | Stoccate | KUL      | WIE      | LÖT      | NET      | KEM      | VGE      |
| ---- | ------------------- | ----------- | -------- | -------- | -------- | -------- | -------- | -------- | -------- | -------- |
| 1    | Győző Kulcsár       | Ungheria    | 4        | 23-18    | X        | 5-3      | 3-5      | 5-2      | 5-4      | 5-4      |
| 2    | Gerry Wiedel        | Canada      | 3        | 22-18    | 3-5      | X        | 5-3      | 4-5      | 5-3      | 5-2      |
| 3    | Peter Lötscher      | Svizzera    | 3        | 23-21    | 5-3      | 3-5      | X        | 5-4      | 5-5      | 5-4      |
| 4    | Stephen Netburn     | Stati Uniti | 3        | 21-21    | 2-5      | 5-4      | 4-5      | X        | 5-3      | 5-4      |
| 5    | Ivan Kemnitz        | Danimarca   | 1        | 20-20    | 4-5      | 3-5      | 5-5      | 3-5      | X        | 5-0      |
| 6    | Andreas Vgenopoulos | Grecia      | 0        | 14-25    | 4-5      | 2-5      | 4-5      | 4-5      | 0-5      | X        |

| Pos. | Atleta            | Nazione  | Vittorie | Stoccate | Incontri | Incontri | Incontri | Incontri | Incontri | Incontri |
| Pos. | Atleta            | Nazione  | Vittorie | Stoccate | SCH      | MÜL      | PON      | JÖN      | CAL      | OBS      |
| ---- | ----------------- | -------- | -------- | -------- | -------- | -------- | -------- | -------- | -------- | -------- |
| 1    | Pál Schmitt       | Ungheria | 4        | 22-10    | X        | 5-3      | 5-0      | 2-5      | 5-2      | 5-0      |
| 2    | Karl-Heinz Müller | Austria  | 3        | 20-18    | 3-5      | X        | 3-5      | 5-4      | 4-3      | 5-1      |
| 3    | Anton Pongratz    | Romania  | 3        | 19-19    | 0-5      | 5-3      | X        | 5-3      | 4-5      | 5-3      |
| 4    | Orvar Jönsson     | Svezia   | 2        | 19-20    | 5-2      | 4-5      | 3-5      | X        | 5-3      | 2-5      |
| 5    | Carlos Calderón   | Messico  | 2        | 18-22    | 2-5      | 3-4      | 5-4      | 3-5      | X        | 5-4      |
| 6    | Herbert Obst      | Canada   | 1        | 13-22    | 0-5      | 1-5      | 3-5      | 5-2      | 4-5      | X        |

| Pos. | Atleta             | Nazione       | Vittorie | Stoccate | Incontri | Incontri | Incontri | Incontri | Incontri | Incontri |
| Pos. | Atleta             | Nazione       | Vittorie | Stoccate | SCH      | FEN      | JOH      | CAS      | VON      | ADA      |
| ---- | ------------------ | ------------- | -------- | -------- | -------- | -------- | -------- | -------- | -------- | -------- |
| 1    | Hans-Peter Schulze | Germania Est  | 4        | 22-18    | X        | 2-5      | 5-3      | 5-4      | 5-4      | 5-2      |
| 2    | Csaba Fenyvesi     | Ungheria      | 3        | 21-15    | 5-2      | X        | 5-1      | 4-5      | 5-2      | 2-5      |
| 3    | Ralph Johnson      | Gran Bretagna | 3        | 19-21    | 3-5      | 1-5      | X        | 5-4      | 5-3      | 5-4      |
| 4    | Jorge Castillejos  | Messico       | 2        | 22-21    | 4-5      | 5-4      | 4-5      | X        | 4-5      | 5-2      |
| 5    | Carl von Essen     | Svezia        | 2        | 19-22    | 4-5      | 2-5      | 3-5      | 5-4      | X        | 5-3      |
| 6    | Pirouz Adamiyat    | Iran          | 1        | 16-22    | 2-5      | 5-2      | 4-5      | 2-5      | 3-5      | X        |

### Secondo turno
| Pos. | Atleta                 | Nazione        | Vittorie | Stoccate | Incontri | Incontri | Incontri | Incontri | Incontri | Incontri |
| Pos. | Atleta                 | Nazione        | Vittorie | Stoccate | EDL      | LAD      | SCH      | MAS      | BEH      | LEV      |
| ---- | ---------------------- | -------------- | -------- | -------- | -------- | -------- | -------- | -------- | -------- | -------- |
| 1    | Rolf Edling            | Svezia         | 4        | 23-12    | X        | 3-5      | 5-2      | 5-1      | 5-2      | 5-2      |
| 2    | Jacques La Degaillerie | Francia        | 4        | 23-17    | 5-3      | X        | 5-4      | 3-5      | 5-3      | 5-2      |
| 3    | Robert Schiel          | Lussemburgo    | 3        | 21-20    | 2-5      | 4-5      | X        | 5-3      | 5-4      | 5-3      |
| 4    | George Masin           | Stati Uniti    | 2        | 16-22    | 1-5      | 5-3      | 3-5      | X        | 2-5      | 5-4      |
| 5    | Reinhold Behr          | Germania Ovest | 1        | 14-17    | 2-5      | 3-5      | 4-5      | 5-2      | X        | ND       |
| 6    | Roberto Levis          | Porto Rico     | 0        | 11-20    | 2-5      | 2-5      | 3-5      | 4-5      | ND       | X        |

| Pos. | Atleta           | Nazione          | Vittorie | Stoccate | Incontri | Incontri | Incontri | Incontri | Incontri | Incontri |
| Pos. | Atleta           | Nazione          | Vittorie | Stoccate | HUR      | FEN      | PAR      | VER      | BĂR      | JOH      |
| ---- | ---------------- | ---------------- | -------- | -------- | -------- | -------- | -------- | -------- | -------- | -------- |
| 1    | Risto Hurme      | Finlandia        | 3        | 25-15    | X        | 5-5      | 5-5      | 5-1      | 5-4      | 5-0      |
| 2    | Csaba Fenyvesi   | Ungheria         | 3        | 24-18    | 5-5      | X        | 5-1      | 4-5      | 5-4      | 5-3      |
| 3    | Sergej Paramonov | Unione Sovietica | 3        | 21-16    | 5-5      | 1-5      | X        | 5-1      | 5-1      | 5-4      |
| 4    | Omar Vergara     | Argentina        | 3        | 17-20    | 1-5      | 5-4      | 1-5      | X        | 5-2      | 5-4      |
| 5    | Costică Bărăgan  | Romania          | 1        | 16-22    | 4-5      | 4-5      | 1-5      | 2-5      | X        | 5-2      |
| 6    | Ralph Johnson    | Gran Bretagna    | 0        | 13-25    | 0-5      | 3-5      | 4-5      | 4-5      | 2-5      | X        |

| Pos. | Atleta             | Nazione          | Vittorie | Stoccate | Incontri | Incontri | Incontri | Incontri | Incontri | Incontri |
| Pos. | Atleta             | Nazione          | Vittorie | Stoccate | NIE      | KRI      | GRA      | MØR      | LOS      | ASK      |
| ---- | ------------------ | ---------------- | -------- | -------- | -------- | -------- | -------- | -------- | -------- | -------- |
| 1    | Henryk Nielaba     | Polonia          | 5        | 25-18    | X        | 5-3      | 5-3      | 5-4      | 5-4      | 5-4      |
| 2    | Grigorij Kriss     | Unione Sovietica | 2        | 23-20    | 3-5      | X        | 5-5      | 5-2      | 5-5      | 5-3      |
| 3    | Nicola Granieri    | Italia           | 2        | 20-20    | 3-5      | 5-5      | X        | 5-2      | 5-3      | 2-5      |
| 4    | Ole Mørch          | Norvegia         | 2        | 18-24    | 4-5      | 2-5      | 2-5      | X        | 5-4      | 5-5      |
| 5    | Roland Losert      | Austria          | 1        | 21-22    | 4-5      | 5-5      | 3-5      | 4-5      | X        | 5-2      |
| 6    | Peter Askjær-Friis | Danimarca        | 1        | 19-22    | 4-5      | 3-5      | 5-2      | 5-5      | 2-5      | X        |

| Pos. | Atleta             | Nazione      | Vittorie | Stoccate | Incontri | Incontri | Incontri | Incontri | Incontri | Incontri |
| Pos. | Atleta             | Nazione      | Vittorie | Stoccate | SCH      | JAN      | GIG      | IST      | NET      | SCH      |
| ---- | ------------------ | ------------ | -------- | -------- | -------- | -------- | -------- | -------- | -------- | -------- |
| 1    | Pál Schmitt        | Ungheria     | 4        | 24-16    | X        | 4-5      | 5-4      | 5-4      | 5-1      | 5-2      |
| 2    | Jerzy Janikowski   | Polonia      | 4        | 22-20    | 5-4      | X        | 5-4      | 2-5      | 5-4      | 5-3      |
| 3    | Daniel Giger       | Svizzera     | 3        | 23-18    | 4-5      | 4-5      | X        | 5-3      | 5-1      | 5-4      |
| 4    | Alexandru Istrate  | Romania      | 2        | 19-18    | 4-5      | 5-2      | 3-5      | X        | 2-5      | 5-1      |
| 5    | Stephen Netburn    | Stati Uniti  | 2        | 16-21    | 1-5      | 4-5      | 1-5      | 5-2      | X        | 5-4      |
| 6    | Hans-Peter Schulze | Germania Est | 0        | 14-25    | 2-5      | 3-5      | 4-5      | 1-5      | 4-5      | X        |

| Pos. | Atleta        | Nazione          | Vittorie | Stoccate | Incontri | Incontri | Incontri | Incontri | Incontri | Incontri |
| Pos. | Atleta        | Nazione          | Vittorie | Stoccate | VAL      | UHL      | TRO      | BOU      | WIE      | FER      |
| ---- | ------------- | ---------------- | -------- | -------- | -------- | -------- | -------- | -------- | -------- | -------- |
| 1    | Igor' Valetov | Unione Sovietica | 4        | 23-13    | X        | 3-5      | 5-0      | 5-3      | 5-3      | 5-2      |
| 2    | Bernd Uhlig   | Germania Est     | 4        | 22-14    | 5-3      | X        | 2-5      | 5-3      | 5-1      | 5-2      |
| 3    | Rudolf Trost  | Austria          | 4        | 20-18    | 0-5      | 5-2      | X        | 5-3      | 5-4      | 5-4      |
| 4    | Teddy Bourne  | Gran Bretagna    | 2        | 19-17    | 3-5      | 3-5      | 3-5      | X        | 5-0      | 5-2      |
| 5    | Gerry Wiedel  | Canada           | 1        | 13-23    | 3-5      | 1-5      | 4-5      | 0-5      | X        | 5-3      |
| 6    | Daniel Feraud | Argentina        | 0        | 13-25    | 2-5      | 2-5      | 4-5      | 2-5      | 3-5      | X        |

| Pos. | Atleta            | Nazione      | Vittorie | Stoccate | Incontri | Incontri | Incontri | Incontri | Incontri | Incontri |
| Pos. | Atleta            | Nazione      | Vittorie | Stoccate | KUL      | GON      | MEL      | MÜL      | JÖN      | STE      |
| ---- | ----------------- | ------------ | -------- | -------- | -------- | -------- | -------- | -------- | -------- | -------- |
| 1    | Győző Kulcsár     | Ungheria     | 4        | 21-13    | X        | 5-2      | 1-5      | 5-2      | 5-2      | 5-2      |
| 2    | Bogdan Gonsior    | Polonia      | 3        | 21-16    | 2-5      | X        | 4-5      | 5-3      | 5-1      | 5-2      |
| 3    | Horst Melzig      | Germania Est | 3        | 22-19    | 5-1      | 5-4      | X        | 2-5      | 5-4      | 5-5      |
| 4    | Karl-Heinz Müller | Austria      | 3        | 20-18    | 2-5      | 3-5      | 5-2      | X        | 5-4      | 5-2      |
| 5    | Orvar Jönsson     | Svezia       | 1        | 16-22    | 2-5      | 1-5      | 4-5      | 4-5      | X        | 5-2      |
| 6    | Luis Stephens     | Messico      | 0        | 13-25    | 2-5      | 2-5      | 5-5      | 2-5      | 2-5      | X        |

| Pos. | Atleta              | Nazione        | Vittorie | Stoccate | Incontri | Incontri | Incontri | Incontri | Incontri | Incontri |
| Pos. | Atleta              | Nazione        | Vittorie | Stoccate | BRO      | HEH      | PON      | SEN      | FRA      | PAU      |
| ---- | ------------------- | -------------- | -------- | -------- | -------- | -------- | -------- | -------- | -------- | -------- |
| 1    | Jacques Brodin      | Francia        | 5        | 25-13    | X        | 5-3      | 5-2      | 5-5      | 5-1      | 5-2      |
| 2    | Hans-Jürgen Hehn    | Germania Ovest | 3        | 21-18    | 3-5      | X        | 5-3      | 3-5      | 5-3      | 5-2      |
| 3    | Anton Pongratz      | Romania        | 2        | 18-18    | 2-5      | 3-5      | X        | 5-1      | 3-5      | 5-2      |
| 4    | Jean-Charles Seneca | Monaco         | 2        | 21-23    | 5-5      | 5-3      | 1-5      | X        | 5-5      | 5-5      |
| 5    | Claudio Francesconi | Italia         | 2        | 17-23    | 1-5      | 3-5      | 5-3      | 5-5      | X        | 3-5      |
| 6    | Graham Paul         | Gran Bretagna  | 1        | 16-23    | 2-5      | 2-5      | 2-5      | 5-5      | 5-3      | X        |

| Pos. | Atleta              | Nazione   | Vittorie | Stoccate | Incontri | Incontri | Incontri | Incontri | Incontri | Incontri |
| Pos. | Atleta              | Nazione   | Vittorie | Stoccate | LÖT      | JEA      | VON      | MÜN      | DOU      | CAS      |
| ---- | ------------------- | --------- | -------- | -------- | -------- | -------- | -------- | -------- | -------- | -------- |
| 1    | Peter Lötscher      | Svizzera  | 4        | 24-14    | X        | 4-5      | 5-2      | 5-0      | 5-4      | 5-3      |
| 2    | François Jeanne     | Francia   | 4        | 20-16    | 5-4      | X        | 0-5      | 5-1      | 5-3      | 5-3      |
| 3    | Morten von Krogh    | Norvegia  | 3        | 21-16    | 2-5      | 5-0      | X        | 4-5      | 5-4      | 5-2      |
| 4    | Reinhard Münster    | Danimarca | 2        | 14-20    | 0-5      | 1-5      | 5-4      | X        | 3-5      | 5-1      |
| 5    | Panagiotis Dourakos | Grecia    | 1        | 19-23    | 4-5      | 3-5      | 4-5      | 5-3      | X        | 3-5      |
| 6    | Jorge Castillejos   | Messico   | 1        | 14-23    | 3-5      | 3-5      | 2-5      | 1-5      | 5-3      | X        |

### Quarti di finale
| Pos. | Atleta           | Nazione          | Vittorie | Stoccate | Incontri | Incontri | Incontri | Incontri | Incontri | Incontri |
| Pos. | Atleta           | Nazione          | Vittorie | Stoccate | PON      | PAR      | BRO      | GON      | TRO      | SCH      |
| ---- | ---------------- | ---------------- | -------- | -------- | -------- | -------- | -------- | -------- | -------- | -------- |
| 1    | Anton Pongratz   | Romania          | 3        | 23-18    | X        | 5-3      | 4-5      | 4-5      | 5-3      | 5-2      |
| 2    | Sergej Paramonov | Unione Sovietica | 3        | 22-18    | 3-5      | X        | 5-2      | 5-2      | 5-4      | 4-5      |
| 3    | Jacques Brodin   | Francia          | 3        | 21-20    | 5-4      | 2-5      | X        | 5-4      | 4-5      | 5-2      |
| 4    | Bogdan Gonsior   | Polonia          | 3        | 21-21    | 5-4      | 2-5      | 4-5      | X        | 5-3      | 5-4      |
| 5    | Rudolf Trost     | Austria          | 2        | 20-22    | 3-5      | 4-5      | 5-4      | 3-5      | X        | 5-3      |
| 6    | Pál Schmitt      | Ungheria         | 1        | 16-24    | 2-5      | 5-4      | 2-5      | 4-5      | 3-5      | X        |

| Pos. | Atleta                 | Nazione      | Vittorie | Stoccate | Incontri | Incontri | Incontri | Incontri | Incontri | Incontri |
| Pos. | Atleta                 | Nazione      | Vittorie | Stoccate | FEN      | GIG      | LAD      | NIE      | UHL      | GRA      |
| ---- | ---------------------- | ------------ | -------- | -------- | -------- | -------- | -------- | -------- | -------- | -------- |
| 1    | Csaba Fenyvesi         | Ungheria     | 4        | 24-18    | X        | 5-3      | 5-4      | 4-5      | 5-3      | 5-3      |
| 2    | Daniel Giger           | Svizzera     | 3        | 21-15    | 3-5      | X        | 3-5      | 5-2      | 5-3      | 5-0      |
| 3    | Jacques La Degaillerie | Francia      | 3        | 22-16    | 4-5      | 5-3      | X        | 5-2      | 3-5      | 5-1      |
| 4    | Henryk Nielaba         | Polonia      | 3        | 19-22    | 5-4      | 2-5      | 2-5      | X        | 5-4      | 5-4      |
| 5    | Bernd Uhlig            | Germania Est | 2        | 20-21    | 3-5      | 3-5      | 5-3      | 4-5      | X        | 5-3      |
| 6    | Nicola Granieri        | Italia       | 0        | 11-25    | 3-5      | 0-5      | 1-5      | 4-5      | 3-5      | X        |

| Pos. | Atleta           | Nazione          | Vittorie | Stoccate | Incontri | Incontri | Incontri | Incontri | Incontri | Incontri |
| Pos. | Atleta           | Nazione          | Vittorie | Stoccate | KRI      | EDL      | KUL      | JEA      | HEH      | VON      |
| ---- | ---------------- | ---------------- | -------- | -------- | -------- | -------- | -------- | -------- | -------- | -------- |
| 1    | Grigorij Kriss   | Unione Sovietica | 4        | 24-16    | X        | 5-2      | 4-5      | 5-4      | 5-1      | 5-4      |
| 2    | Rolf Edling      | Svezia           | 4        | 22-19    | 2-5      | X        | 5-4      | 5-4      | 5-4      | 5-2      |
| 3    | Győző Kulcsár    | Ungheria         | 3        | 20-21    | 5-4      | 4-5      | X        | 1-5      | 5-3      | 5-4      |
| 4    | François Jeanne  | Francia          | 2        | 22-19    | 4-5      | 4-5      | 5-1      | X        | 4-5      | 5-3      |
| 5    | Hans-Jürgen Hehn | Germania Ovest   | 2        | 18-23    | 1-5      | 4-5      | 3-5      | 5-4      | X        | 5-4      |
| 6    | Morten von Krogh | Norvegia         | 0        | 17-25    | 4-5      | 2-5      | 4-5      | 3-5      | 4-5      | X        |

| Pos. | Atleta           | Nazione          | Vittorie | Stoccate | Incontri | Incontri | Incontri | Incontri | Incontri | Incontri |
| Pos. | Atleta           | Nazione          | Vittorie | Stoccate | MEL      | JAN      | VAL      | SCH      | LÖT      | HUR      |
| ---- | ---------------- | ---------------- | -------- | -------- | -------- | -------- | -------- | -------- | -------- | -------- |
| 1    | Horst Melzig     | Germania Est     | 4        | 23-15    | X        | 5-2      | 5-3      | 5-2      | 3-5      | 5-3      |
| 2    | Jerzy Janikowski | Polonia          | 3        | 22-21    | 2-5      | X        | 5-5      | 5-3      | 5-4      | 5-4      |
| 3    | Igor' Valetov    | Unione Sovietica | 2        | 23-19    | 3-5      | 5-5      | X        | 5-1      | 5-5      | 5-3      |
| 4    | Robert Schiel    | Lussemburgo      | 2        | 16-23    | 2-5      | 3-5      | 1-5      | X        | 5-4      | 5-4      |
| 5    | Peter Lötscher   | Svizzera         | 1        | 22-23    | 5-3      | 4-5      | 5-5      | 4-5      | X        | 4-5      |
| 6    | Risto Hurme      | Finlandia        | 1        | 19-24    | 3-5      | 4-5      | 3-5      | 4-5      | 5-4      | X        |

### Semifinali
| Pos. | Atleta           | Nazione          | Vittorie | Stoccate | Incontri | Incontri | Incontri | Incontri | Incontri | Incontri |
| Pos. | Atleta           | Nazione          | Vittorie | Stoccate | KUL      | EDL      | BRO      | MEL      | GIG      | PAR      |
| ---- | ---------------- | ---------------- | -------- | -------- | -------- | -------- | -------- | -------- | -------- | -------- |
| 1    | Győző Kulcsár    | Ungheria         | 4        | 20-17    | X        | 0-5      | 5-3      | 5-3      | 5-2      | 5-4      |
| 2    | Rolf Edling      | Svezia           | 3        | 23-16    | 5-0      | X        | 3-5      | 5-4      | 5-5      | 5-2      |
| 3    | Jacques Brodin   | Francia          | 2        | 23-22    | 3-5      | 5-3      | X        | 5-4      | 5-5      | 5-5      |
| 4    | Horst Melzig     | Germania Est     | 2        | 21-22    | 3-5      | 4-5      | 4-5      | X        | 5-4      | 5-3      |
| 5    | Daniel Giger     | Svizzera         | 1        | 21-24    | 2-5      | 5-5      | 5-5      | 4-5      | X        | 5-4      |
| 6    | Sergej Paramonov | Unione Sovietica | 0        | 18-25    | 4-5      | 2-5      | 5-5      | 3-5      | 4-5      | X        |

| Pos. | Atleta                 | Nazione          | Vittorie | Stoccate | Incontri | Incontri | Incontri | Incontri | Incontri | Incontri |
| Pos. | Atleta                 | Nazione          | Vittorie | Stoccate | PON      | LAD      | FEN      | JAN      | VAL      | KRI      |
| ---- | ---------------------- | ---------------- | -------- | -------- | -------- | -------- | -------- | -------- | -------- | -------- |
| 1    | Anton Pongratz         | Romania          | 4        | 21-17    | X        | 5-4      | 5-2      | 5-4      | 1-5      | 5-2      |
| 2    | Jacques La Degaillerie | Francia          | 3        | 24-18    | 4-5      | X        | 5-3      | 5-2      | 5-3      | 5-5      |
| 3    | Csaba Fenyvesi         | Ungheria         | 3        | 20-19    | 2-5      | 3-5      | X        | 5-3      | 5-3      | 5-3      |
| 4    | Jerzy Janikowski       | Polonia          | 2        | 19-22    | 4-5      | 2-5      | 3-5      | X        | 5-4      | 5-3      |
| 5    | Igor' Valetov          | Unione Sovietica | 1        | 19-21    | 5-1      | 3-5      | 3-5      | 4-5      | X        | 4-5      |
| 6    | Grigorij Kriss         | Unione Sovietica | 1        | 18-24    | 2-5      | 5-5      | 3-5      | 3-5      | 5-4      | X        |

### Finale
| Pos.    | Atleta                 | Nazione  | Vittorie | Stoccate | Incontri | Incontri | Incontri | Incontri | Incontri | Incontri |
| Pos.    | Atleta                 | Nazione  | Vittorie | Stoccate | FEN      | LAD      | KUL      | PON      | EDL      | BRO      |
| ------- | ---------------------- | -------- | -------- | -------- | -------- | -------- | -------- | -------- | -------- | -------- |
| Oro     | Csaba Fenyvesi         | Ungheria | 4        | 25-10    | X        | 5-5      | 5-2      | 5-1      | 5-1      | 5-1      |
| Argento | Jacques La Degaillerie | Francia  | 3        | 23-19    | 5-5      | X        | 5-3      | 3-5      | 5-3      | 5-3      |
| Bronzo  | Győző Kulcsár          | Ungheria | 3        | 20-19    | 2-5      | 3-5      | X        | 5-3      | 5-3      | 5-3      |
| 4       | Anton Pongratz         | Romania  | 3        | 19-20    | 1-5      | 5-3      | 3-5      | X        | 5-3      | 5-4      |
| 5       | Rolf Edling            | Svezia   | 1        | 15-22    | 1-5      | 3-5      | 3-5      | 3-5      | X        | 5-2      |
| 6       | Jacques Brodin         | Francia  | 0        | 13-25    | 1-5      | 3-5      | 3-5      | 4-5      | 2-5      | X        |